# 阿帕里
阿帕里（英語：Aparri）是菲律宾吕宋卡加延省的一座城市，位于卡加延河入海口，距离省会土格加劳约55英里。
卡加延河谷是菲律宾最大的烟草生产区之一，阿帕里是重要的沿海贸易中心。

## 历史
1405年，日本人在吕宋岛最北端的卡加延河河口建立贸易据点，即阿帕里。由于位于西班牙大帆船运输烟草的线路上，因此阿帕里在1680年5月11日成为马尼拉邮船的主要港口之一。阿帕里最早的居民是Ybanag人，随后由其重要的战略地位，西班牙人、中国人和伊洛卡诺人都来此定居。
第二次世界大战前，阿帕里成为来自中国大陆、台湾及其他东南亚国家走私货物的转运港。